# 桂米團治 (3代目)
三代目 桂 米團治（さんだいめ かつら よねだんじ、1869年 - 1943年11月18日）は上方噺家。本名：早田 福松。

## 経歴
大阪の堂島生まれ。三代目桂文團治門下で、初代米歌子、1894年頃初代米之助、1896年1月に二代目米朝を経て、1910年3月、三代目米團治を襲名。当時「三代目」と言えば師匠の三代目桂文團治であったので、三代目米團治は「シンサン（新3）」と呼ばれ、これがあだ名となった。
昭和に入ると一時吉本興業を離れ、お座敷で贔屓の客相手の落語や時々ラジオに出演するのみだった。奈良で隠居生活し、同地で1943年に死去した。

## 人物
米相場のあった堂島生まれで、入門時からずっと「米」の付く名前を名乗ってきたため、堂島の旦那衆の贔屓を受け、二代目米朝時代から中堅として活躍した。師匠の三代目桂文團治に可愛がられ、嫌味や小言の言い方までそっくりであったため、師匠が「大毛虫」、米團治が「小毛虫」と呼ばれた。口の悪さや気障な態度は若い時からのようで、1907年7月の落語相撲見立番付には「いやみ灘米朝」の名で出ている。
後輩の指導にも熱心で、晩年は五代目笑福亭松鶴が主催する「楽語荘」同人の長老格であった。

### 演目
上方落語の絶頂期に修行を積んだだけあって、舞踊・音曲も巧みで、人情噺・芝居噺・怪談噺・旅ネタまであらゆる噺に通じており、いずれも名人の域であったという。
十八番は『手切れ丁稚』。その他にも『逆さま蚊帳』『深山がくれ』『大黒頭巾』など。特に『古手買い』は絶品で、弟子の四代目桂米團治でさえ、生涯の間に遂に手掛けることができない程であった。SPレコードは『一枚起請』『大安売』『ぬの字鼠』『月並丁稚』等を1925年から1926年頃に吹き込んでいる。

## 芸歴
- 三代目桂文團治に入門、「米歌子」を名乗る。
- 1894年 - 「米之助」と改名。
- 1896年1月 - 「二代目桂米朝」と改名。
- 1910年3月 - 「三代目桂米團治」を襲名。

## 弟子
- 四代目桂米團治

### 破門
- 二代目桂歌團治